# ريتش سيمونز
ريتش سيمونز (بالإنجليزية: Rich Simmons)‏ هو فنان وفنان الشارع بريطاني، ولد في 20 فبراير 1986 في المملكة المتحدة.

## وصلات خارجية
- الموقع الرسمي